# This Is Me... Then
This Is Me... Then è il terzo album in studio di Jennifer Lopez e il quarto da lei pubblicato. L'album è stato uno degli album della Lopez più venduti in assoluto. In Italia l'album si è fermato alla posizione numero 11, mentre nella Billboard 200 è arrivato alla posizione numero 2. Dall'album vengono estratti quattro singoli: Jenny from the Block, All I Have, I'm Glad e Baby I Love U!. I primi due singoli arrivarono entrambi nella Top 3 di svariati paesi di tutto il mondo, in particolare il secondo arrivando al vertice della Billboard Hot 100. Il terzo singolo ebbe un buon successo soprattutto in Italia arrivando alla posizione numero 17. Il quarto e ultimo singolo pubblicato nel 2004, è stato uno dei singoli di minor successo della Lopez. Soltanto nel Regno Unito, ebbe successo raggiungendo la terza posizione.
In coincidenza con la pubblicazione di This Is Me... Then, la cantante aveva stretto una relazione con l'attore Ben Affleck, dalla quale ne era scaturito un circo mediatico. La celebrità ha infatti rappresentato il punto focale del disco, a cui è stato dedicato. Nel video stesso di Jenny From the Block, le due celebrità sono immortalate mentre si scambiano effusioni e palpeggiamenti reciproci.

## Tracce
1. Still – 3:40 (Jennifer Lopez, Casey James, Leroy Bell, Loren Hill, Rich Shelton, Kevin Veney, Leonard Huggins)
2. Loving You – 3:45 (Cory Rooney, Michael Garvin, Troy Oliver, James Mtume, Ted)
3. I'm Glad – 3:42 (Cory Rooney, Jennifer Lopez, Troy Oliver, Jesse Weaver, Jr., Mr. Deyo)
4. The One – 3:36 (Linda Creed, Cory Rooney, Jennifer Lopez, Thom Bell, Davy Deluge)
5. Dear Ben – 3:14 (Cory Rooney, Jennifer Lopez, Bernard Edwards, Jr.)
6. All I Have (feat. LL Cool J) – 4:14 (Jennifer Lopez, Makeba Riddick, Curtis Richardson, DJ Ron G., Lisa Peters)
7. Jenny from the Block (feat. Styles P & Jadakiss) – 3:08 (Jean Claude "Poke" Olivier, Samuel Barnes, Jennifer Lopez)
8. Again – 5:47 (Cory Rooney, Jennifer Lopez, Troy Oliver, Reggie Hamlet)
9. You Belong To Me – 3:30 (Carly Simon, Michael McDonald)
10. I've Been Thinkin – 4:41 (Cory Rooney, Jennifer Lopez, Dan Shea)
11. Baby I Love U! – 4:43 (John Barry, Cory Rooney, Jennifer Lopez, Dan Shea)
12. The One (Version 2) – 3:31 (Linda Creed, Cory Rooney, Jennifer Lopez, Thom Bell, Davy Deluge)

Edizioni europea e inglese
1. I'm Gonna Be Alright (Track Masters Remix feat. Nas) – 2:52 (Cory Rooney, Jean Claude "Poke" Oliver, Samuel Barnes, Lorraine Cheryl Cook, Ronald LaPread, Jennifer Lopez, Troy Oliver)

Edizione sud americana
1. Jenny from the Block (Album Version w/o Rap) – 2:49

CD Bonus
1. Jenny from the Block (Seismic Crew's Latin Disco Trip) – 6:41
2. All I Have (Ignorants Mix feat. LL Cool J) – 4:03
3. I'm Glad (Paul Oakenfold Perfecto Remix) – 5:47
4. The One (Bastone & Burnz Club Mix) – 7:40
5. Baby I Love U! (R. Kelly Remix) – 4:11

## Classifiche
| Classifica (2002) | Posizione massima |
| ----------------- | ----------------- |
| Australia         | 14                |
| Austria           | 7                 |
| Belgio (Fiandre)  | 6                 |
| Belgio (Vallonia) | 6                 |
| Canada            | 5                 |
| Danimarca         | 13                |
| Finlandia         | 10                |
| Francia           | 4                 |
| Germania          | 4                 |
| Giappone          | 9                 |
| Irlanda           | 15                |
| Italia            | 11                |
| Norvegia          | 13                |
| Nuova Zelanda     | 19                |
| Paesi Bassi       | 7                 |
| Polonia           | 19                |
| Regno Unito       | 13                |
| Svezia            | 7                 |
| Svizzera          | 3                 |
| Stati Uniti       | 2                 |
| Ungheria          | 9                 |

### Classifiche di fine anno
| Classifica (2003) | Posizione |
| ----------------- | --------- |
| Australia         | 49        |
| Belgio (Fiandre)  | 88        |
| Belgio (Vallonia) | 86        |
| Stati Uniti       | 12        |

## Vendite e certificazione
| Territory     | Certifier | Certification | Sales     |
| ------------- | --------- | ------------- | --------- |
| Australia     | ARIA      | Platino       | 70.000    |
| Austria       | IFPI      | Oro           | 15.000    |
| Belgio        | IFPI      | Oro           | 15.000    |
| Canada        | CRIA      | 2× Platino    | 200.000   |
| Europa        | IFPI      | Platino       | 1.000.000 |
| Finlandia     | IFPI      | Oro           | 20.000    |
| Francia       | SNEP      | 2× Oro        | 320.000   |
| Germania      | IFPI      | Oro           | 150.000   |
| Grecia        | IFPI      | Oro           | 15.000    |
| Ungheria      | Mahasz    | Oro           | 3.000     |
| Paesi Bassi   | NVPI      | Oro           | 30.000    |
| Nuova Zelanda | RIANZ     | Ora           | 7.500     |
| Portogallo    | AFP       | Oro           | 10.000    |
| Svezia        | IFPI      | Oro           | 20.000    |
| Svizzera      | IFPI      | Platino       | 40.000    |
| Regno Unito   | BPI       | Platino       | 300.000   |
| Stati Uniti   | RIAA      | 2× Platino    | 2.500.000 |
| Mondo         | World     | 4x Platino    | 7.000.000 |